# Las Migas
Las Migas es un cuarteto  de música popular española formado actualmente por Paula Ramírez (voz), Marta Robles (guitarra y voz), Alicia Grillo (guitarra y voz) y Laura Pacios (violín y voz). En noviembre de 2022, su disco Libres fue galardonado como "mejor álbum de música flamenca" en la vigesimotercera edición de la gala de los Premios Grammy Latinos, celebrada en Las Vegas.

## Trayectoria artística
Las Migas iniciaron su trayectoria en 2004 en Barcelona cuando Marta Robles, Sílvia Pérez Cruz (hasta 2011) e Isabelle Laudenbach (hasta 2013), todas ellas alumnas de la Escuela Superior de Música de Cataluña, y Lisa Bause (hasta 2013) se unieron para formar el grupo. Nada más empezar ganaron el premio del Instituto de Juventud (INJUVE) al mejor grupo de flamenco lo que supuso un salto cualitativo en su carrera, tras el que pasaron a tocar en diferentes eventos como los Tarantos, el Mercat de Música Viva de Vic, el Festival de Flamenco de Ciutat Vella, la Pedrera, y giraron por diversos festivales de Italia, Holanda, Hungría, Bulgaria, Francia y Túnez. Participaron en la grabación del disco de La Marató 2007 de TV3 y en la composición de la banda sonora original de la obra de teatro Unes veus, dirigida por Marta Angelat.
En el año 2010 ve al luz el primer trabajo discográfico del grupo titulado Reinas del matute que cuenta con la producción de Raül Refree y las colaboraciones de músicos como Raúl Rodríguez o Javier Colina, el éxito del disco llevará al grupo a iniciar una larga gira por España y Europa.
A finales de julio de 2011 Sílvia Pérez Cruz abandonó el grupo para centrarse en sus propios proyectos, su último concierto con la banda fue en el Teatre Grec de Barcelona, tras lo cual Las Migas presentaron a su nueva cantante Alba Carmona, quien ya había trabajado haciendo coros en el álbum Reinas del matute y que aportó un aire fresco y más flamenco a la formación.
A principios de 2012 salió a la venta el segundo disco del grupo titulado Nosotras somos, grabado en los estudios Manitú y producido por Raúl Rodríguez, iniciando una gira que las llevó a recorrer Cataluña, el sur de España y Madrid.
El 21 de febrero de 2013, coincidiendo con la actuación de Las Migas en el Festival D'Cajón de Barcelona, el grupo anunció la marcha de Lisa Bause integrante de Las Migas desde sus comienzos en 2004, días más tarde se anunció que Roser Loscos sería la nueva violinista en sustitución de Bause. En diciembre de 2013 la bretona Isabelle Laudenbach dijo adiós a su colaboración con Las Migas, en su lugar entró la guitarrista cordobesa Alicia Grillo. A principios de 2014 estrenaron la gira de "Nosotras somos", un recorrido con temas del disco anterior con arreglos y con nuevos temas de su siguiente disco.
En noviembre de 2016 presentaron "Vente conmigo" el primer trabajo que graban juntas Marta Robles, la guitarrista Alicia Grillo, la violinista Roser Loscos y la cantante Alba Carmona,  producido por Josemi Carmona con la mayoría de temas son composiciones propias, muchas de ellas de Marta Robles. Miguel Poveda puso voz a un tema.
En febrero de 2018, Alba Carmona emprendió su carrera artística en solitario y fue sustituida como vocalista en Las Migas por la salmantina Begoña Salazar, con la que publican el álbum "Cuatro" en 2019. Desde mayo de 2019, la voz cantante es la extremeña Carolina Fernández "La Chispa", con ella publican su disco Libres en 2022, con la colaboración de Estrella Morente, María Peláe y Tomatito. En agosto de 2022 Roser Loscos abandona la banda y es substituida por Laura Pacios al violín y coros. En 2024 publican su nuevo disco bajo el título de Rumberas, con el que homenajean al género de la Rumba en todas sus versiones rindiendo tributo a figuras icónicas como Rosario, Lola Flores o Celia Cruz. En 2025 se acercan más al flamenco tradicional con la publicación de su álbum Flamencas.

## Discografía

### Álbumes
- Reinas del matute (Nuevos Medios, 2010), con Silvia Pérez Cruz como cantante.
- Nosotras somos (Chesapik, 2012), con Alba Carmona como cantante.
- Vente conmigo (Concert Music, 2016), con Alba Carmona como cantante.
- Cuatro (2019), con Begoña Salazar como cantante.
- Libres (2022), con Carolina Fernández La Chispa como cantante.
- Rumberas (2024), con Carolina Fernández La Chispa como cantante.
- Flamencas (2025), con Carolina Fernández La Chispa como cantante.

### Videoclips
- Perdóname Luna, del álbum Reinas del matute (2010)
- La Guitarrina, del álbum Nosotras somos (2012)
- Gitana Hechicera (2014)
- Calma, del álbum "Vente conmigo" (2016)